# جيف غيري
جيف غيري (بالإنجليزية: Geoff Geary)‏ هو لاعب كرة قاعدة أمريكي، ولد في 26 أغسطس 1976 في بوفالو في الولايات المتحدة.

## وصلات خارجية
- جيف غيري على موقع دوري كرة القاعدة الرئيسي (الإنجليزية)
- جيف غيري على موقعبيزبول رفرنس.كوم (الدوري الرئيسي) (الإنجليزية)
- جيف غيري على موقعبيزبول رفرنس.كوم (الدوري الثانوي) (الإنجليزية)
- جيف غيري على موقع إي إس بي إن.كوم (أم.أل.بي) (الإنجليزية)
- جيف غيري على موقع مشجعي الرسوم البيانية (الإنجليزية)